# NGC 1878
NGC 1878 (другое обозначение — ESO 56-SC80) — рассеянное скопление в созвездии Столовой Горы, расположенное в Большом Магеллановом Облаке. Открыто Джоном Гершелем в 1836 году. Этот объект входит в число перечисленных в оригинальной редакции «Нового общего каталога».
Угловые размеры скопления 1,10′ × 1,00′, позиционный угол 50°.
В состав скопления входит не менее 100 звёзд.
Несмотря на то, что это скопление входит в каталог NGC, оно не было детально исследовано до 2010 года, когда (по признанию авторов, случайно) стало объектом изучения: его диаграмма спектр-светимость была тщательно проанализирована с помощью 4,1-метрового Южного телескопа для астрофизических исследований (Southern Astrophysical Research Telescope, SOAR). Анализ показал, что возраст скопления около 200 млн лет (lg T(лет) = 8,3 ± 0,2). Металличность типична для Большого Магелланова Облака: содержание тяжёлых элементов Z = 0,009.